# Le Pradet
Le Pradet is een gemeente in het Franse departement Var (regio Provence-Alpes-Côte d'Azur) en telt 10.975 inwoners (1999). De plaats maakt deel uit van het arrondissement Toulon.

## Geografie
De oppervlakte van Le Pradet bedraagt 10,0 km², de bevolkingsdichtheid is 1097,5 inwoners per km².
De onderstaande kaart toont de ligging van Le Pradet met de belangrijkste infrastructuur en aangrenzende gemeenten.

## Demografie
Onderstaande figuur toont het verloop van het inwonertal (bron: INSEE-tellingen).